# 北村亜紀
北村 亜紀（きたむら あき、10月24日 - ）は、日本の漫画家。東京都出身。血液型はA型。
1997年、「ちゃお」（小学館）4月号に掲載された『わんダフルヘルパー』でデビューした。連載作は全て全3回の短期集中作だった。

## 単行本一覧
- ごきげんな眠り姫（1998年）
- ストロベリー♥ティータイム（1999年）
- エンジェル☆ブルー（2000年）
- プリンセス♥パニック（2001年）
- ないしょのダーリン（2002年）